# Chiesa di Sant'Olav (Kirkjubøur)

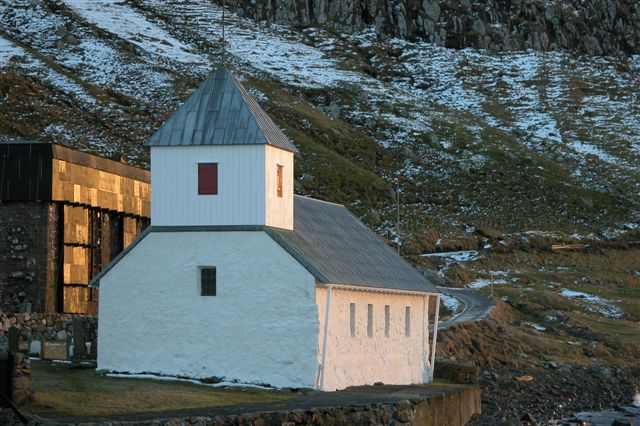
La chiesa di Sant'Olav a Kirkjubøur davanti alle rovine dell'antica cattedrale di San Magnus.

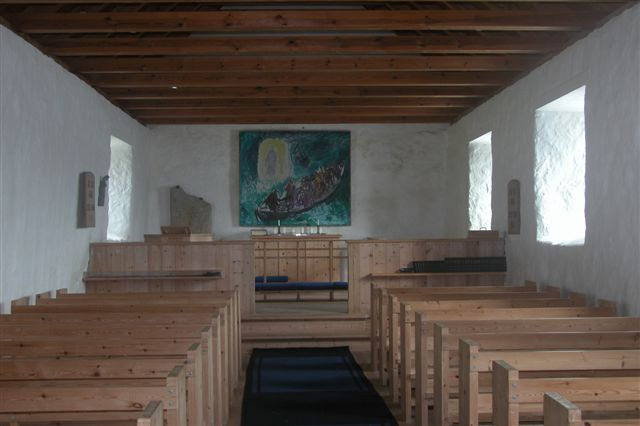
Interno della chiesa, dietro l'altare un dipinto di Sámal Joensen-Mikines.

La chiesa di Sant'Olav (in lingua faroese Ólavskirkjan) a Kirkjubøur è una costruzione risalente al 1250 ed è la più antica chiesa ancora in uso delle isole Fær Øer. Vi si trovavano i banchi originali in legno chiamati Kirkjubøstólarnir risalenti al XV secolo ora trasferiti in un museo di Tórshavn. 
La chiesa è situata sulla costa meridionale dell'isola di Streymoy direttamente sul mare e, insieme alle rovine della Cattedrale di San Magnus e all'antica fattoria vichinga di Kirkjubøargarður è la principale attrazioni della località.
I tre edifici sono situati a brevissima distanza e si trovano nell'elenco delle candidature alla lista dei patrimoni dell'umanità.

## I banchi della chiesa di Sant'Olav
Le fiancate scolpite dei banchi medievali della chiesa di Sant'Olav sono adesso custodite nel Museo nazionale delle Isole Fær Øer. Sono state fatte tre serie di francobolli con le immagini di queste sculture, incisi dall'artista polacco Czesław Słania.
Serie del 1980:

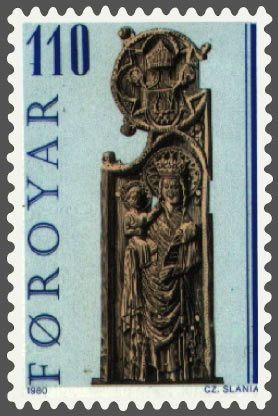
FR 49: La Madonna col Bambino.
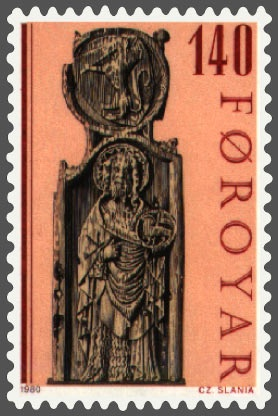
FR 50: San Giovanni Battista.
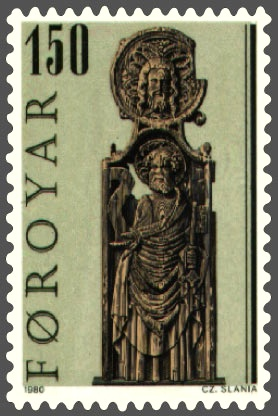
FR 51: San Pietro
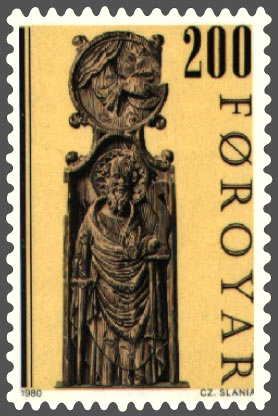
FR 52: San Paolo

Serie del 1984:

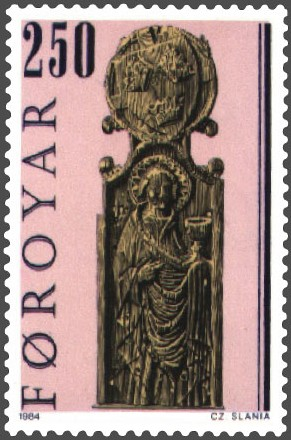
FR 087: San Giovanni Apostolo.
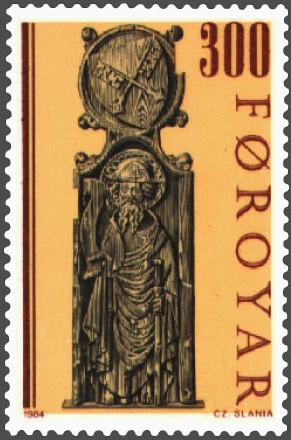
FR 088: San Giacomo.
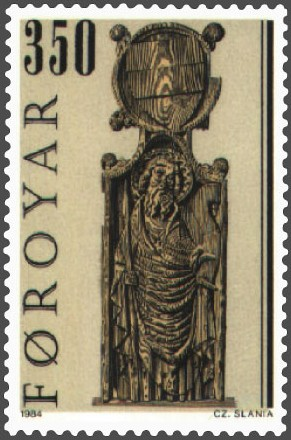
FR 089: San Tommaso.
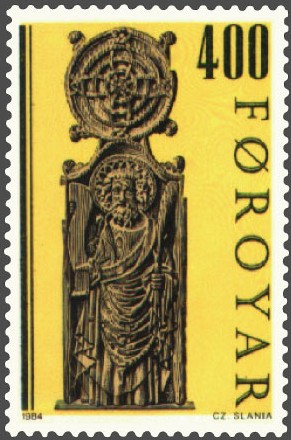
FR 090: San Giuda Taddeo apostolo .

Serie del 2001:

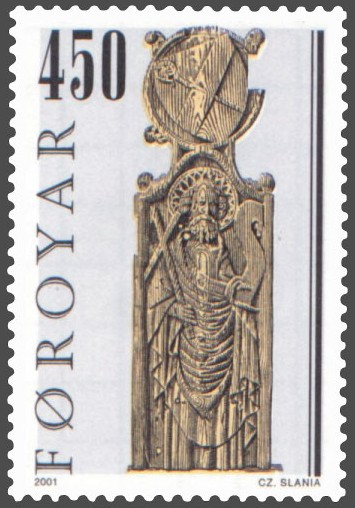
FR 379: Sant'Andrea
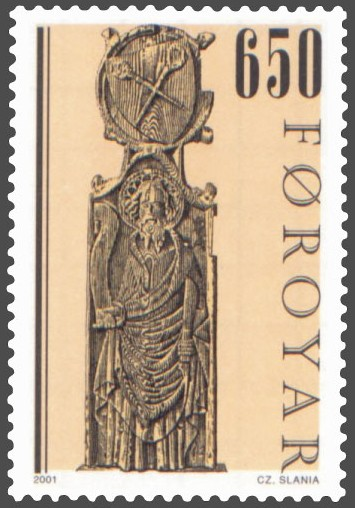
FR 380: San Bartolomeo
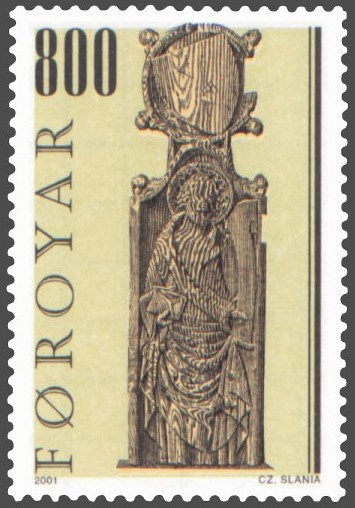
FR 381: Apostolo non identificato.
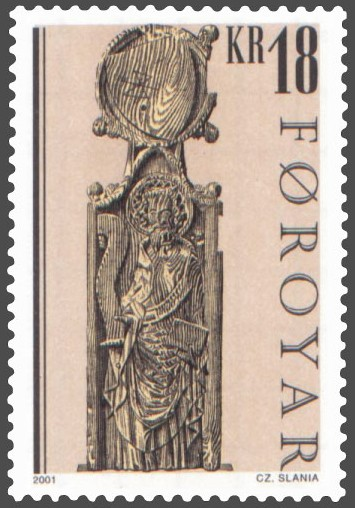
FR 382: Apostolo non identificato.